# Малорожинка
Малорожинка, Малий Рожин (пол. Rożeń) — гірський потік в Україні, у Косівському районі Івано-Франківської області на Гуцульщині. Лівий доплив Черемоша, (басейн Дунаю).

## Опис
Довжина потоку приблизно 7,01 км, найкоротша відстань між витоком і гирлом — 6,73  км, коефіцієнт звивистості потоку — 1,04 . Формується багатьма безіменними гірськими струмками. Потік тече у гірському масиві Покутсько-Буковинських Карпатах (зовнішня смуга Українських Карпат)

## Розташування
Бере початок на південно-західних схилах хребта Хоменського (879 м) та на східних схилах хребта Сокільського (939,7 м) у селі Малий Рожин. Тече переважно на південний схід і у селі Тюдів впадає у річку Черемош, праву притоку Пруту.